# Johannes Guter
Johannes Guter est un réalisateur et scénariste allemand né Jānis Gūters le 25 avril 1882 et mort le 18 mars 1962. 

## Biographie
D'origine germano-balte, il a traversé plusieurs périodes de l'histoire du cinéma allemand, depuis le cinéma muet jusqu'au cinéma d'après-guerre, en passant par le Troisième Reich.
Son œuvre est peu connue en France, mais elle continue à être étudiée en Allemagne, où le nom de Guter est associé à ceux des pionniers du cinéma allemand.
Il a réalisé plus de soixante films.

## Filmographie partielle
- 1917 : Die Diamantenstiftung
- 1919 : Die Frau im Käfig coréalisé avec Hanns Kobe
- 1920 : Ewiger Strom
- 1921 :Die schwarze Pantherin
- 1924 : L'Étoile du cirque (Der Sprung ins Leben)
- 1925 : Le Rapide de l'amour (Blitzzug der Liebe)
- 1927 : Die Königin des Variétés
- 1928 : La Souris bleue (Die blaue Maus)
- 1930 : Donner, Blitz und Regen
- 1931 : Der falsche Ehemann
- 1932 : Le Triangle de feu coréalisé avec Edmond T. Gréville
- 1944 : Ein fröhliches Haus